# Savage Garden
Savage Garden foi uma banda australiana de estilo pop rock, composta pelo vocalista Darren Hayes e o instrumentista Daniel Jones.
Formada em Brisbane, Queensland, a dupla alcançou sucesso internacional no final dos anos 1990 e início dos anos 2000, com dois álbuns que alcançaram o topo da lista de vendas na Austrália e venderam mais de 20 milhões de cópias ao redor do mundo.

## Carreira

### 1993-1994: Formação
Em 1993, Darren Hayes respondeu a um anúncio em um jornal de Brisbane, que procurava um vocalista para uma banda chamada Red Edge, que tinha entre os integrantes o multi-instrumentista Daniel Jones. 
Aprovado no teste vocal, Darren passou a fazer parte da banda. No entanto, após certo tempo, a banda dissipou-se e Darren e Daniel resolveram seguir como uma dupla, que foi batizada de Savage Garden. O nome é uma referência a um trecho do livro da autora norte-americana Anne Rice, intitulado "O Vampiro Lestat", na qual diz que "a mente de cada ser humano é um jardim selvagem".

### 1995-1998:Savage Garden
A dupla gravou suas primeiras demos entre 1994 e 1995, conseguindo um contrato com uma gravadora local, a Roadshow Music. O primeiro single "I Want You" foi lançado em meados de 1996 e logo tornou-se um imenso sucesso, sendo o mais vendido na Austrália naquele ano. Assim, a dupla assinou contrato com a Columbia Records e gravou seu primeiro disco, com o produtor Charles Fisher. 
O segundo single, intitulado  "To The Moon & Back" foi lançado no fim de 1996 e atingiu o topo da parada australiana. O single subsequente "Truly Madly Deeply" tornou-se o mais vendido do ano de 1997 no país.
Ainda em 97, a dupla assinou com a Sony Music e iniciou uma exitosa carreira internacional, emplacando diversos singles de seu primeiro álbum, intitulado Savage Garden, nas paradas. Já em 1998, o hit "Truly Madly Deeply" chegou ao topo da Billboard americana.

### 1999-2000:Affirmation
Em 1999, Darren muda-se para Nova York, enquanto Daniel continuou em Brisbane. Na cidade estadunidense, o vocalista escreveu as canções do segundo álbum da banda, intitulado Affirmation, que saiu no começo do ano 2000. 
O primeiro single deste novo trabalho foi a faixa "I Knew I Loved You", que garantiu o segundo #1 da dupla nos Estados Unidos. Logo depois, a banda lançou os singles "Crash and Burn" e "Affirmation", que também foram sucesso internacional.
Ainda no mesmo ano, a banda esteve em turnê mundial com o mega show Superstars and Cannonballs, que foi lançado em DVD e VHS. Ela também apresentou-se na cerimônia de encerramento dos Jogos Olímpicos de Verão de 2000 em Sydney, na Austrália, e lançou os singles "Chained To You" e "Hold Me".

### 2001-2002: Separação
Em março de 2001, após o lançado do single "The Best Thing", a banda anunciou uma pausa nas atividades, enquanto o vocalista Darren Hayes passava a dedicar-se à gravação de seu primeiro álbum solo. No entanto, em outubro do mesmo ano, foi anunciado em um jornal de Brisbane o fim do Savage Garden.
Apesar de diversas especulações sobre a separação da dupla, segundo Hayes o real motivo foi que Daniel Jones desistiu da banda, por estar cansado da exposição e da rotina de turnês mundiais e entrevistas que o sucesso exigia.
Após o término da banda, Jones continuou como produtor musical na Austrália, tendo trabalhado com diversos artistas locais, enquanto Darren Hayes seguiu como cantor solo, tendo lançado o seu primeiro álbum Spin em março de 2002, alcançando grande êxito com o single "Insatiable".

### 2016:JoJo's Bizarre Adventure
Em 2016 o primeiro single "I Want You" que havia sido lançado meados de 1996, se tornou música tema de encerramento de JoJo's Bizarre Adventure: Diamond is Unbreakable, também conhecida como a Parte 4 do anime, lançada em 24 de dezembro de 2016, trazendo visibilidade para a Banda 20 anos após o término de suas atividades.

## Discografia
- Savage Garden (1997)
- Affirmation (1999)

## Ligações Externas
- Darren Hayes - site oficial